# La 628-E8

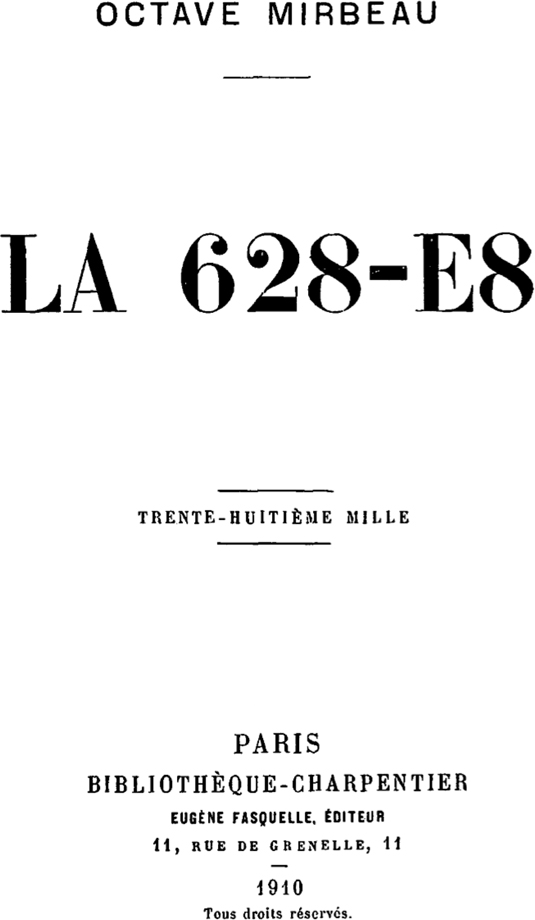

《La 628－E8》是法国作家奥克塔夫·米尔博（1848-1917）于1907年发表的一部介于游记、幻想、文化批评等诸文体之间的“类小说”。
「628－E8」实际上是米尔博的车牌号。米尔波驾着他的“魔幻般的野兽”，驰骋在半是现实半是虚构的欧洲大陆上（比利时、荷兰、德国）。

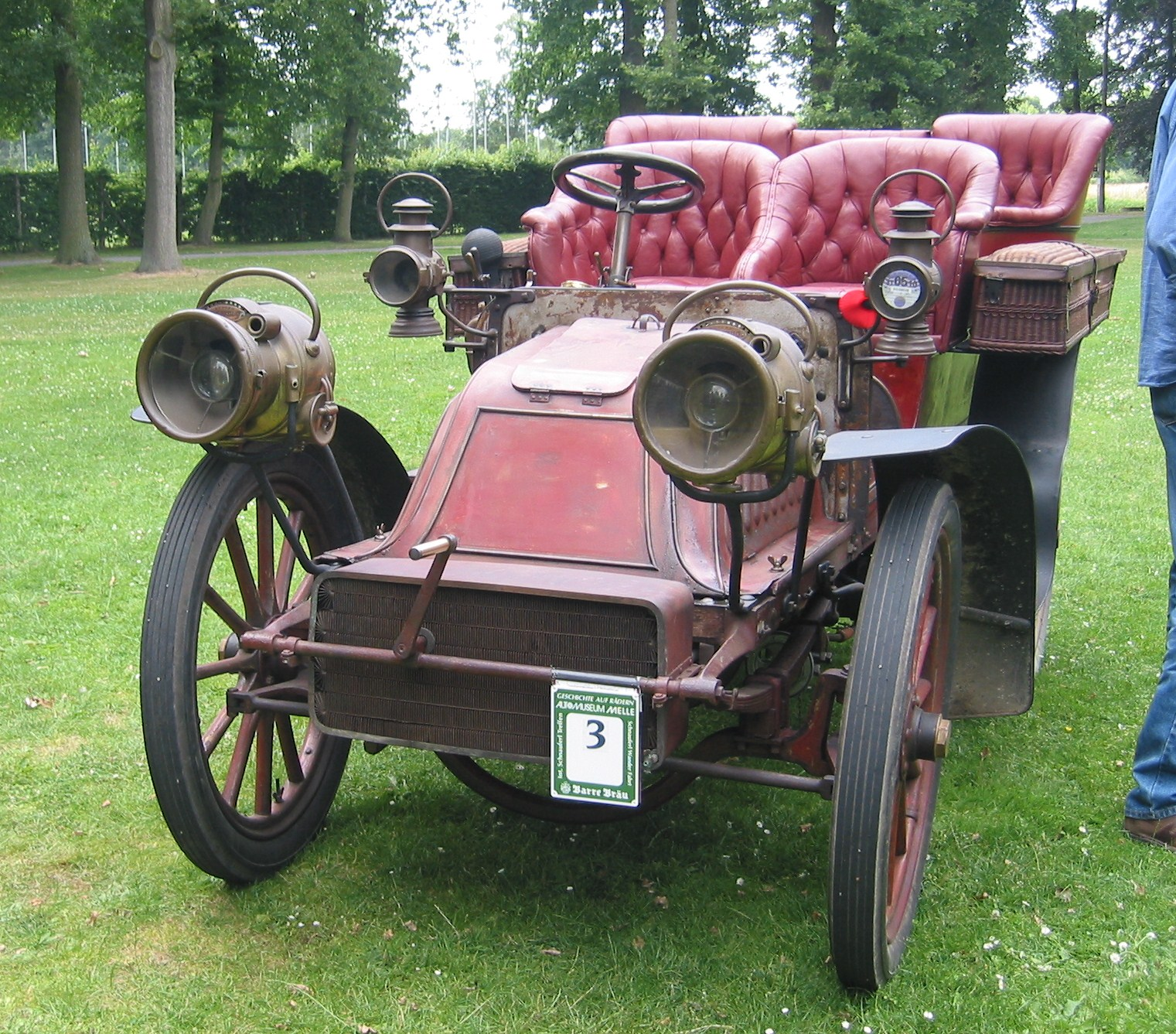
Charron C.G.V., 1902

"这就是我为什么热爱我的车。她已经成为我生活的一部分；她就是我的生活，我的艺术和精神生活。她和我的房子一样——或比它还要——重要。她那么丰富，而且永不间断地更新，这不用花任何代价，只需在每个瞬间捕捉到那稍纵即逝的愉悦，这儿，那儿，不论我的狂想和探索的欲望驱驶我行到哪儿。这里，在我的车里，我感受到事物和存在都被激活了：以一种高能量的活动，经由一种极端的释放，远不是事物被抹除掉，而是速度生发了出来。她远比我的图书馆更亲切、有用、和富于教益；她远胜过我那些睡在架子上的书本，胜过我那些绘画，那些只会把死物陈列到墙上的绘画，它们只会用固定的天空、树木、水、和人物…把我包围起来。而在我的车里，我拥有一切，而且远胜过一切，因为一切都在移动、涌动、闪过、变幻、无限、永远…我可以毫不困难地设想我失去书本、绘画和艺术品，但我无法忍受这个想法：有一天，我不再拥有这魔幻般的野兽，这伴随着我的美妙的独角兽。她，没有任何颠簸地，通过自然之美、生活的多样性、和人性的冲突，赋予我更自由的大脑，更热切的眼光。"